# Костиево
Костиево (болг. Костиево) — село в Болгарии. Находится в Пловдивской области, входит в общину Марица. Население составляет 1 742 человека.